# Heinkel He 60
Хейнкель 60 (нем. Heinkel He 60) — корабельный катапультный разведчик-корректировщик. Разработан в КБ фирмы «Эрнст Хейнкель флюгцойгверке» под руководством Р. Мевеса. Первый опытный полёт самолёт совершил 2 декабря 1931 года. Серийное производство развернули в июле 1933 года. Самолёт выпускался на заводах «Хейнкель» в Ростоке, «Везер флюгцойгбау» в Берлине, «Арадо флюгцойгверке» в Варнемюнде до июля 1937 года. Всего было выпущено 282 экз. Представлял собой одномоторный биплан смешанной конструкции, установленный на два поплавка.

## Варианты и модификации
- He 60a — предсерийный вариант. С июня 1933 года выпущено 14 самолётов.
- He 60b — внесены некоторые изменения, в 1934 году изготовлена небольшая партия.
- He 60c — основной серийный вариант, имел двигатель BMW VI 6.0ZU, 7,92-мм пулемёт MG-15 на верхней установке.
- He 60d — усилено вооружение за счёт установки 1 7,92-мм синхронного пулемёта MG-17, установлена новая радиостанция. Выпускался с июня 1936 г.
- He 60e — экспортный вариант для Испании, соответствовавший He 60d. Весной 1937 года поставлено 6 единиц.[1]

## Эксплуатация

### Испания
В 1935 году шесть He 60e отправили в Испанию, где включили в состав морской авиагруппы AS/88 легиона «Кондор». В 1937 г. He 60e появились в составе авиации франкистов. Основной задачей этих машин было патрулирование Атлантического побережья и перехват судов, направлявшихся в северные порты, которые были под контролем республиканцев. He 60e базировались в Кадисе. Во время полётов над Атлантическим океаном и Средиземным морем ими было обстреляно из пулемётов 35 судов и обнаружено ещё 50, пытавшихся прорвать блокаду республиканских портов. Четыре He 60e использовались до 1948 г.

### Германия
В люфтваффе к 1938 году самолёты модификаций C и D вооружили четыре береговые и корабельные отряды. К началу Второй мировой войны использовались 81 He 60 на Северном и Балтийским морях. В первые месяцы войны они привлекались для патрулирования прибережных вод. В начальный период войны против СССР He 60 базировался на берегах Балтийского моря.

## Лётно-технические характеристики
| Модификация                          | Hе 60c                                                  |
| Размах крыла, м                      | 12,90                                                   |
| Длина, м                             | 11,50                                                   |
| Высота, м                            | 4,90                                                    |
| Площадь крыла, м²                    | 54,00                                                   |
| Масса, кг                            |                                                         |
| пустого самолёта                     | 2412                                                    |
| нормальная взлетная                  | 3400                                                    |
| максимальная взлетная                | 3630                                                    |
| Тип двигателя                        | 1 ПД BMW VI6.0ZU                                        |
| Мощность, л. с.                      | 1 х 660                                                 |
| Максимальная скорость, км/ч          | 225                                                     |
| Крейсерская скорость, км/ч           | 190                                                     |
| Практическая дальность, км           | 765                                                     |
| Максимальная скороподъёмность, м/мин | 265                                                     |
| Практический потолок, м              | 5000                                                    |
| Экипаж, чел                          | 2                                                       |
| Вооружение:                          | один 7.9 мм пулемёт МG 15 с 825 патронами у наблюдателя |